# Saint-Alexis
För andra betydelser, se Saint-Alexis (olika betydelser).
Saint-Alexis är en kommun i provinsen Québec i Kanada. Den ligger i regionen Lanaudière, i den sydöstra delen av landet, 170 km öster om huvudstaden Ottawa.